# Фожазит
Фожазит, фоязит — мінерал, водний алюмосилікат натрію та кальцію каркасної будови з групи цеолітів. 

## Етимологія та історія
Назва — на честь французького геолога Бартелемі Фожа де Сен-Фона (A.Damour, 1842).

## Загальний опис
Хімічна формула:
1. За Є.Лазаренком: Na2Ca[Al2Si4O12]216H2O.
2. За К.Фреєм: (Na2Ca)[Al2Si5O14]6,6H2O.
3. За «Fleischer's Glossary» (2004): (Na2,Ca)Al2Si4O12•8H2O.

Містить (%): Na2O — 4,8; CaO — 4,4; Al2O3 — 15,9; SiO2 — 46,8; H2O — 28,1. Сингонія кубічна. Утворює октаедричні кристали зі зломом. Спайність по (111) добра. Густина 1,92. Тв. 5,5. Безбарвний до білого. Блиск скляний. Злом нерівний. Прозорий до непрозорого. Структура найбільш пухка з усіх цеолітів. Супутні мінерали: філіпсит, жисмондин, шабазит, авгіт.

## Поширення
Зустрічається в друзах базальтових порід та фонолітах. Знайдений у Аарському та Сен-Готардському масивах у Швейцарії, в околицях Бадена (ФРН) з авгітом та лімбургітом. В асоціації з іншім цеолітами виявлений на о. Оаху (Гавайські о-ви), в асоціації з філіпситом, жисмондином та шабазитом. Синтетичний цеоліт зі структурою фожазіту використовується як молекулярне сито. Дуже рідкісний.